# Le Seigneur des anneaux : Le Tiers-Âge
 (juin 2017).
Si vous disposez d'ouvrages ou d'articles de référence ou si vous connaissez des sites web de qualité traitant du thème abordé ici, merci de compléter l'article en donnant les références utiles à sa vérifiabilité et en les liant à la section « Notes et références ».
Le Seigneur des anneaux : Le Tiers-Âge est un jeu vidéo de style RPG, sorti sur GameCube, PlayStation 2, Xbox et Game Boy Advance en 2004. Le jeu a été développé par EA Redwood Shores et édité par Electronic Arts, qui disposait des droits d'adaptation de la trilogie cinématographique de Peter Jackson, mais pas de l'univers du roman Le Seigneur des anneaux de J. R. R. Tolkien dont elle était l'adaptation.
Sur GameCube, Playstation 2 et Xbox, on se déplace avec des héros comme Berethor du Gondor, Idrial de la Lothlorien, Elegost de Dunedain, Hadhod de Fundin, Morwen du Penmark ou Eaoden de Riddermark, inventés pour les besoins du jeu. On parcourt des endroits comme la Moria et on combat des ennemis comme le Balrog. Ce jeu est de style RPG. En se promenant pour faire les quêtes et chercher des trésors, on rencontre des ennemis et un combat commence. On choisit, un tour à la fois, les actions de ceux qu'on contrôle. Il y a possibilité de jouer à deux joueurs; quand il n'y a pas de combat, le jeu reste le même, mais lors des combats, chacun des joueurs contrôle son personnage. Dans les combats, il est possible d'obtenir jusqu'à trois personnages sur un maximum de six, qui joignent l'action au cours du jeu.
Sur Game Boy Advance, le jeu est différent, c'est un tactical RPG ressemblant un peu à Fire Emblem. Le joueur choisit au départ un personnage de la trilogie du Seigneur des anneaux parmi trois, puis on fait plusieurs quêtes indépendantes, en choisissant au début un à trois équipiers. On peut aussi jouer avec les méchants. Au combat, le terrain est divisé en trois, et un héros permet à tous ceux qui sont dans la section d'avancer un certain nombre de fois. Exemple, un héros peut faire trois mouvements dans sa section, donc il ne peut faire bouger que trois personnages. Un personnage ne peut jouer deux fois le même tour. Entre les combats, les héros, avec l'expérience qu'ils gagnent, peuvent acheter des sorts ou des objets. De plus, les héros produisent chaque tour des points de courage, plus ou moins élevés. Ces points de courage permettent aux héros d'utiliser des pouvoirs leur donnant l'avantage sur leur adversaires.

## Système de jeu
Le jeu se découpe en deux types de phase.
En premier lieu, une exploration classique : le joueur dirige un personnage du groupe (que le joueur peut choisir) pour explorer les lieux, avancer dans des niveaux-couloir et ouvrir des coffres, ramasser des objets... C'est au cours de ces phases que le joueur peut aller dans les menus pour modifier l'équipement (le "barda"), paramétrer les compétences en cours d'apprentissage, augmenter les caractéristiques des personnages au fur et à mesure des niveaux acquis, etc.
Puis quand le personnage dirigé rencontre des ennemis (matérialisés à l'écran ou non) un combat s'engage. Celui-ci se déroule au tour par tour. Quand vient son tour, chaque personnage peut attaquer, utiliser une compétence apprise parmi deux ensembles basés sur sa profession et sa race, utiliser un objet, voire passer son tour. Les compétences coûtent un certain nombre de points d'action. Chaque coup donné ou reçu est déduit des points de vie de la cible, qui meurt quand ses points de vie tombent à zéro.
Chaque utilisation de compétence fait gagner un point d'expérience dans l'ensemble de compétences dont elle fait partie, permettant au personnage d'en apprendre de nouvelles. A chaque combat remporté, les personnages du groupe gagnent des points d'expérience, qui leur permettent d'atteindre le niveau suivant, lui permettant de renforcer ses caractéristiques.

## Histoire

### Synopsis
L'histoire du jeu se déroule en parallèle des événements de la trilogie du Seigneur des Anneaux. Tout au long du jeu la voix de Gandalf interviendra régulièrement par télépathie pour guider le groupe et l'informer des événements importants de la Guerre de l'Anneau qui bat son plein.
Le jeu débute en Eregion, à l'Ouest des Monts Brumeux. Nous découvrons Berethor, capitaine du Gondor, se dirigeant à cheval vers Fondcombe, pour retrouver la trace de Boromir, porté absent depuis visiblement trop longtemps. Malheureusement, deux Nazguls se dressent sur sa route, effrayent sa monture et se préparent à attaquer. Seul contre ces spectres de l'Anneau la lutte n'est que trop inégale et Berethor ne tarde pas à tomber. Au moment où l'ennemi s'apprête à porter le coup fatal une Elfe s'interpose et parvient à mettre en fuite les Nazguls grâce à sa magie de l'eau. Après avoir soigné les blessures du Gondorien, les présentations sont faites. L'Elfe se nomme Idrial, servante de Galadriel la dame de lumière, et semble avoir été envoyé pour porter assistance à Berethor mais ses motivations exactes restent floues.
Guidé par la voix de Gandalf lui enjoignant de le retrouver lui et sa communauté, Berethor ne tarde pas à trouver sur le chemin d'un col de montagne un homme blessé que deux ouargues s'apprêtent à dévorer. Le Gondorien se rue à son secours mais son aide est inutile car l'homme se redresse subitement et élimine avec aisance les deux créatures. Il s'agit d'Elegost, un archer Dunedain, qui est à la recherche de son compagnon de route Nain et d'un objet volé par un orque. Les trois alliés décident donc de s'associer afin de progresser dans la région et d'aider le Dunedain.
Après avoir traversé un camp laissé par la Communauté de l'Anneau et des ruines contenant un autel elfique ayant pu soigner les blessures d'Elegost, ce dernier profite d'une halte pour se confier à ses nouveaux compagnons. Lui et son compagnon nain Hadhod se trouvaient au col de Caradhras lorsque les éléments se sont déchaînés, semblant être contrôlé par une voix mystérieuse dans la montagne, ce qu'Idrial reconnait comme étant un maléfice de Saroumane. Un groupe d'orque en profita pour attaquer et leur chef déroba une carte de la Moria offerte par Elrond au Nain en gage d'amitié entre leurs deux peuples. Cette carte pouvant se révéler utile pour retrouver Gandalf et ses compagnons, le groupe n'en ait que plus décidé à retrouver le bien volé.    
Le groupe parvient à retrouver le voleur à un autel de guérison maléfique, l'orque ayant besoin de soigner les blessures qu'Elegost lui avait précédemment infligé. L'orque et ses sbires sont rapidement vaincus et la carte enfin récupérée. Les compagnons reprennent leur marche et ne tardent pas à retrouver Hadhod. Ce dernier est en bien fâcheuse posture car il est aux prises avec un troll des cavernes qui a bien l'intention de l'occire. C'est la première fois que la compagnie de Berethor rencontre une telle créature mais après un âpre combat la victoire est remportée.       
Hadhod, du clan de Fundin, rejoint ainsi ses nouveaux compagnons et les guide jusqu'aux portes de la Moria afin de rattraper la communauté de l'anneau. Ils atteignent le lac sombre qui borde l'accès occidental à l'antique royaume Nain et découvrent un groupe d'elfes combattant des orques sur la berge. L'affrontement est interrompu par le guetteur de l'eau qui passe à l'attaque. La compagnie de Berethor lutte vaillamment contre le monstre et parvient à le blesser grièvement. Enragé par ses blessures, le guetteur frappe de tous ses tentacules la paroi rocheuse et dégage involontairement le passage vers la Moria qu'il avait bouché lors de sa rencontre avec la communauté de l'anneau. Berethor et ses compagnons en profitent pour entrer dans le royaume souterrain.      
S'engageant avec prudence dans les premiers couloirs la compagnie ne tarde pas à passer par une grande salle partiellement inondée. Le guetteur de l'eau surgit alors, blessé mais toujours furieux, l'endroit étant certainement relié au lac extérieur par quelque tunnel submergé. Un nouveau combat s'engage et cette fois-ci les combattants du Bien tuent définitivement la dangereuse créature .            

### Personnages
Un certain nombre de personnages de ce jeu n'ont pas été inventés par Tolkien.
Berethor du Gondor est un capitaine au sein de la Garde de la Citadelle, et a combattu aux côtés de Faramir lors de la dernière Bataille pour Osgiliath. À la suite de l'absence prolongée de Boromir, Berethor a reçu l'ordre de l'Intendant de partir à sa recherche dans les terres du nord. Son chemin croisera la route de la Communauté de l'Anneau, mais il est loin de se douter des révélations et des trahisons qui l'attendent.
Au combat Berethor utilise l'art de l'épée pour affronter ses ennemis au corps à corps et ses compétences de meneur pour donner diverses améliorations aux personnages combattants du groupe, y compris lui-même.
Eaoden est un cavalier de la Garde Royale du Rohan se joignant au groupe de Berethor sur la route menant au gouffre de Helm. Il est le gardien d'un secret qui chamboulera l'existence de Berethor du Gondor.
Au combat Eaoden utilise l'art de la lance pour affronter ses ennemis au corps à corps et ses pouvoirs d'esprit afin d'affaiblir ses adversaires et leur ôter leurs améliorations.
Elegost est, à l'instar d'Aragorn, un Dunedain, membre d'un petit groupe de rôdeurs chargés de défendre les terres à l'est de la Comté contre les incursions ennemies. Ce guerrier rusé est à la recherche de Hadhod, son ami et compagnon de route nain. Ensemble, ils se joindront à Berethor et voyageront vers le sud, afin de participer à la grande guerre qui menace d'engloutir Minas Tirith.
Au combat, Elegost utilise l'art de l'arc afin d'attaquer l'ennemi à distance grâce à ses flèches aux effets variés et à l'art de rôdeur lui donnant accès à de nouvelles attaques à distance et à des améliorations à apporter au groupe.
Hadhod est un nain dont les ancêtres vivaient dans la Moria, mais ceux-ci l'ont quitté depuis longtemps en raison des invasions de gobelins et du réveil d'un Balrog dans les profondeurs de ce royaume perdu. Il va se joindre au groupe de Berethor afin de tenter de récupérer les artefacts de ses ancêtres, aider ses nouveaux amis dans leur quête et éclaircir les zones d'ombre du passé de la Moria. Cependant, ses découvertes risquent bien de changer son cœur en pierre et de laisser place à une rage vengeresse.
Au combat, Hadhod utilise l'art de la hache pour attaquer ses ennemis au corps à corps et ses pouvoirs d'esprits afin de combattre à distance avec des attaques de flammes ou de protéger ses alliés grâce à des boucliers de pierre.
Idrial de la Lothlórien est au service de Dame Galadriel en toutes circonstances. Après avoir sauvé Berethor du Gondor de l'attaque des Nazgûl au sud de Fondcombe, elle s'est jointe à lui afin d'essayer de rejoindre la Lothlórien. Il lui faudra affronter les terrifiants périls de la Moria pour avertir les Elfes des dangers qui les guettent sur le chemin des Havres Gris.
Au combat, Idrial utilise l'art de l'épée pour attaquer au corps à corps et ses pouvoirs d'esprits pour combattre à distance grâce à des attaques d'eau et pour soigner, ressusciter et assister ses alliés.
Morwen du Penmark est originaire des Plaines du Rohan. Le groupe de Berethor du Gondor l'a rencontre dans les plaines du Rohan. Après la destruction de son village, elle est devenue une terrible guerrière guidée par la colère. Elle poussera le groupe d'aventuriers à rejoindre le gouffre de Helm afin de tenter d'y retrouver sa famille, ainsi que le secret de son passé.
Au combat Morwen utilise l'art de la double-hache pour infliger de lourds dégâts au corps à corps et l'art du vol afin de dérober objets, santé, points d'action, force, etc. à l'ennemi.

## Accueil
- Eurogamer : 7/10[1]
- Gamekult : 5/10[2]
- GameSpot : 7,7/10[3]
- IGN : 8,5/10[4] - 6/10 (GBA)[5]
- Jeuxvideo.com : 13/20[6] - 14/20 (GBA)[7]